# Русский рысак
Ру́сский рыса́к, или ру́сская рыси́стая, — легкоупряжная порода лошадей, выведенная в России и СССР в XX веке путём воспроизводительного скрещивания орловского рысака с американским.
Самая молодая из четырёх[каких?] рысистых пород. Утверждена в 1949 году. Спортивная лошадь, используется для улучшения местных упряжных пород лошадей, а также в конноспортивных соревнованиях. По резвости несколько превосходит орловского рысака, так как порода более скороспелая.

## Общая характеристика
Правильного, гармоничного телосложения, однако из-за особенностей разведения, сложившихся на начало XX века, современный русский рысак может иметь довольно различный экстерьер. Как правило, русский рысак — это сухая лошадь, с длинноватой спиной, наклонной, сухой шеей средней длины, крепкими сухими ногами, пропорционально несколько короче, чем спина.
Масти — в основном гнедая, особенно тёмно-гнедая, часто встречается вороная, караковая, рыжая, бурая масти, реже серая. Других мастей в породе нет. Русские рысаки были выведены специально для систематических испытаний рысью на ипподромах.
Рост в холке 154—165 см. Средние промеры жеребцов: высота в холке 161,6 см, косая длина туловища 162,5 см, обхват груди 184 см, обхват пясти 20 см.

## История породы

### Дореволюционный период
Необходимость создания этой породы диктовало время. В Европе, а затем и в России со второй половины XIX века очень резвые американские рысаки и американская, сугубо спортивная, система тренинга и испытаний лошади стали лидировать. И престиж красивых, но более тихоходных орловцев пошатнулся. Поэтому некоторые русские коннозаводчики начали приглядываться к «американцам», покупать их, выставлять на бега и смешивать кровь орловских и американских рысаков. Приглашали на работу и американских наездников.
Начало созданию породы русский рысак было положено в 1900-х годах, когда в Россию из США стали завозиться первые рысаки американской (стандартбредной) породы. Приехавшие в Россию лошади новой породы составили на ипподромах жёсткую конкуренцию орловским рысакам, считавшимся до этого времени самыми резвыми. Американские рысаки стали обыгрывать орловцев на всех дистанциях. После этого, поскольку речь шла прежде всего, об огромных призовых суммах, многие владельцы орловских рысаков начали закупать в США жеребцов американской породы и скрещивать их с орловскими кобылами. В большинстве случаев закупаемые американские производители были среднего и низкого резвостного класса: отчасти потому, что американцы не желали продавать ценных лошадей, отчасти потому, что многие коневладельцы тех лет не разбирались в племенной ценности той или иной лошади, и американцы старались сбыть русским плохих и даже бракованных жеребцов за большие деньги.
Петербургское (беговое) общество приобрело за 100 тыс. рублей Билли Берка 2.03,2; ни по породе, ни по экстерьеру этот жеребец не представлял собой ничего хорошего: маленький, бесцветный, очень малоизвестных американских линий. Он был продан предприимчивыми американцами нашим простоватым невеждам-помещикам. <…> Кроме Билли Берка, Петербургским обществом также были выведены: Джей-Мак Грегор 2.07,6, очень сырой и также не представлявший интереса по породе жеребец. Потомство его было также очень сыро и никакой пользы нашему коннозаводству не принесло. Московское общество пошло ещё дальше, приобретя за 75 тыс. рублей жеребца 146 см роста — Москономо 2.10,2, причём за этим жеребцом ездил специально командированный член общества. Как он мог купить такого нестандартного производителя, остаётся тайной до сих пор.
При этом многие владельцы под этих жеребцов использовали первоклассных орловских кобыл, после чего, из-за бытовавших в те времена заблуждений по поводу телегонии, это кобылы считались безвозвратно потерянными для орловской породы как матки. Метисы, полученные таким образом, хоть были и резвее орловцев, но всё же уступали в этом показателе чистопородным американцам. Орлово-американские помеси показывали очень хорошие результаты, и началась почти повальная метизация, подобная золотой лихорадке первых заокеанских переселенцев. Это слияние «голубой орловской крови с сухой и терпкой кровью американского рысака» (по выражению А. И. Куприна) разделило русских коннозаводчиков и любителей лошадей на два лагеря — приверженцев орловского рысака и метизаторов. Победы орловца Крепыша над американским рысаком Дженераль Эйчем или метисной кобылы Прости воспринимались сторонниками орловской породы как национальный триумф, а его поражения становились настоящей катастрофой. Любопытно, что метизацией занялся и потомственный коннозаводчик Н. В. Телегин. Конный завод для разведения орловских рысаков построил ещё его отец в 1869 году в Орловской губернии. Сейчас это Злынский конный завод, где очень удачно разводят лошадей русской рысистой породы.

### Советский период
После гражданской войны уцелевших метисов и некоторых классных американских рысаков (таких, как знаменитый серый Боб Дуглас) продолжали испытывать на ипподромах СССР. В 1928 году был принят план развития орлово-американского коннозаводства. Так как американские рысаки по идеологическим причинам в страну больше не завозились, было принято решение разводить метисов между собой, делая упор на резвость, а также учитывая экстерьерные показатели (рост, косая длина туловища, ширина груди, толщина пясти). Целью выведения новой породы было не только испытания на ипподромах, но, даже в большой степени, получение лошади, способной к работе в любом виде упряжи, на селе или в вооружённых силах.
В 1941 году были Государственные племенные коневодческие рассадники по породам:
- Русский рысак (с гнёздами русско-американского) — п/о Куракино Орловской области);
- Русско-американский рысак (с гнёздами русского рысака) (Ульяновск Куйбышевской области);

В течение последующих двадцати лет конными заводами СССР была проделана огромная работа по отбору жеребцов и кобыл желательного типа, тренингу и испытаниям их на ипподромах, в результате которой в 1949 году новая порода была официально признана и получила название русской рысистой. Примечательно, что первоначально планировалось разводить этих лошадей «в себе», иногда с возвратным скрещиванием с орловским рысаком, а прилитие американской крови к этим рысакам уже не планировалось. При этом вплоть до 1949 года этих лошадей называли «орлово-американской» или «русско-американской» породой, поскольку название «русский рысак» в тот момент применялось только к орловскому рысаку, выведенному в России.
В это время русские рысаки уже не являлись американо-орловскими метисами, а были самостоятельной породой лошадей, способной на резвый и устойчивый рысистый ход. По экстерьеру русские рысаки уступали орловским рысакам в породности и нарядности, но были гораздо гармоничнее американского рысака. По резвости русские рысаки были резвее орловских, но тише американских рысаков. Свои резвостные способности русские рысаки неоднократно демонстрировали и за рубежом. В 1929 году в Германии метис Петушок на равных соревновался не только с лучшими выведенными в Европе рысаками, но и с рысаками из США. В 1933 году Петушок стал первым европейским рысаком класса резвее 2 мин 5 с на 1600 м, показав в призу на этой дистанции резвость 2 мин 3,5 с. Русский рысак Жест первым из русских рысаков вошёл в число международной элиты «безминутных» рысаков, то есть пробегающих 1600 метров менее 2 минут. Это было в 1953 году на Одесском ипподроме.
Однако начиная с 1961 года, из-за желания повысить резвость русского рысака, из США в СССР советскими конниками снова начали завозиться жеребцы и (в меньшей степени) кобылы американской породы. В советское время племенную работу с породой вели следующие конные заводы: Александровский Курской области, Дубровский Полтавской области, Еланский Саратовской области, Смоленский и др.
Первоначально работа по улучшению резвости русского рысака носила систематический характер, закупаемые в качестве производителей американские жеребцы были хорошего качества и в результате резвость русского рысака действительно улучшилась, при том, что внешний вид оставался неизменен. Однако в последующие десятилетия приток американских рысаков в СССР, а затем в Россию усилился, скрещивания стали носить беспорядочный характер, многие производители снова были не лучшего качества, из-за чего созданная в середине XX века порода русский рысак постепенно превратилась в обычную русско-американскую помесь с явным преобладанием американской крови.
Большинство сегодняшних русских рысаков по экстерьеру имеют мало общего с русскими рысаками ещё двадцатилетней давности. Старые линии русской рысистой породы, ведущие к помесям царских времён, были безвозвратно утеряны. Вот как прокомментировал это положение В. Танишин, мастер-наездник международного класса:
Русского рысака у нас, как такового, уже не существует, это уже подобие американца. Сохранить породу уже практически невозможно, потому что почти ни в одном заводе нет «чистых» жеребцов-производителей русской рысистой породы. Они все довольно сильно кровленые, так как являются детьми Реприза, Билл Ганновера, Лоу Ганновера во втором, третьем, четвёртом поколении. <…> Хотя порода и начиналась с того, что были завезены американские производители, но сейчас уже столько прилили американской крови, что нынешние русские рысаки — почти американцы.
Сегодня в русской рысистой породе ведущими производителями являются американские рысаки Реприз, Сентениал Уэй, Галлант Про, Ойстер Бар, Рулинг Монарх, Спид Сквеад, Армбро Лиф, Армбро Голд, Тен Паунд Бесс, Парк Авеню Сэм, Рекс Р Лобелл, Парквей Тротпикс, Джилл‘с Краун, их ближайшие потомки, рождённые в России — Грот, Меридиан, Натиск, Вызов, Проказник, Рангоут, Ригель, Фабий, Пикур, Дисней, Лемур, Лас Вегас, а также другие американские производители, менее высокого класса. Старые линии присутствуют только в родословной некоторых кобыл.

## Испытания русского рысака

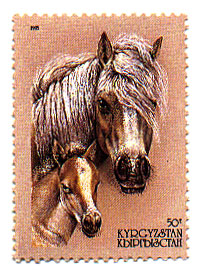
Русская рысистая порода на марке Киргизии (1995)

До революции 1917 года резвейшими американо-орловскими помесями были такие знаменитые лошади, как серый жеребец Пылюга (Гарло — Потеря 1900), показавший 2 минуты 8,4 секунды на дистанции 1600 м, кобыла Прости (Пасс Роз — Машистая 1902), показавшая на дистанции 1600 м 2 минуты 8 секунды, ставшие первыми рекордистами русской породы. Выдающуюся резвость показывали такие рысаки, как победители рысистого «Дерби» Метеор (Зенит — Мина 1908), резвость 2 минуты 11 секунд и Тальони (Гей Бинген — Тайна 1909), резвость 2 минут 9 секунд. На дистанции 3200 м Тальони показал абсолютный рекорд тех лет — 4 минуты 24,1 секунды.
После гражданской войны с началом более грамотного и систематического тренинга ри испытаний резвость русского рысака возросла. Рождённый в 1924 году вороной жеребец Петушок (Трепет — Прелесть) стал первым рысаком СССР класса 2 минуты 5 секунд и резвее на дистанции 1600 м, показав резвость 2 минуты 3,5 секунды. Петушок трижды выигрывал «Приз имени СССР», побеждал в международных призах в Германии. Также выдающуюся резвость показал гнедой жеребец Талантливый, сын орловского рысака Додыря и метиски Тайны — 2 минуты 3,4 секунды в беге отдельно на время.
Выдающийся гнедой жеребец Гильдеец (Гей Бинген — Победа 1919) был победителем «Всесоюзного Дерби» 1923 года, а затем, став производителем дал большое количество классных рысаков. Среди них была серая кобыла Горта (Гильдеец — Галка 1936) за свою беговую карьеру установила 11 рекордов и показала лучшее время 2 минуты 3,1 секунды отдельно на время.
Первым четырёхлетним рысаком, показавшим время 2 минуты ровно на дистанцию 1600 метров, стал серый жеребец Гибрид (Гурон — Бразилия 1947). Ещё в три года он показал феноменальную резвость на 2400 м — 3 минуты 6,4 секунды, рекорд, который до сих пор не побил ни один трёхлетний рысак, рождённый в России.
Перым в Европе рысаком класса 2 минуты и резвее стал знаменитый русский рысак Жест (Талантливый — Жалнерочка 1947), по мужской линии внук орловского рысака Додыря. В беге отдельно на время он продемонстрировал на 1600 м резвость 1 минута 59,6 секунды, а на дистанции 3200 м 4 минуты 10,4 секунды.
Выдающимся рысаком русской породы стал жеребец Павлин(Напор — Прохлада 1968). В беге отдельно на время он продемонстрировал новые рекорды на все основные советские дистанции — 1600 м, 2400 м и 3200 м, показав на них соответственно: 1 минута 58,8 секунды; 3 минуты 3 секунды; 4 минуты 6,1 секунды. Продемонстрировал свой класс Павлин и в призовых заездах, одержав победы на ипподромах СССР и Финляндии. Всего за свою беговую карьеру Павлин установил пять различных рекордов. Сын Павлина, жеребец Полигон (Павлин — Окраска 1978) установил абсолютный рекорд на дистанции 1600 м 1 минуты 56,9 секунды.
Отличные результаты стали показывать дети купленного в США производителем американского жеребца Билл Ганновера — Колчедан, Идеал, Заботливый, Отелло. От Билл Ганновера было много выдающихся потомков. Все эти жеребцы превзошли время 2 минуты на дистанции 1600 м и одерживали победы не только в СССР, но и в Финляндии. В СССР Идеал был трёхкратным победителем международного приза «Мира», Заботливый выиграл этот приз дважды. Дочь Билл Ганновера Гладкая, став самой резвой из кобыл, рождённых в СССР на тот период на дистанции 1600 м (2 минуты 0,9 секунды), установила рекорд Швеции для кобыл иностранного происхождения.
Среди потомков другого американского производителя тех лет, жеребца Сентениал Уэя выделяется рыжая кобыла Роксана (Сентениал Уэй — Реприза 1991), названная советскими и российскими конниками «королевой рысаков». Она переустановила рекорды России для кобыл на все дистанции, выиграла 28 призов. Её рекордными резвостями стали 2 минуты 1,1 секунды на 1600 м, 3 минуты 6,6 секунды на 2400 м и 4 минуты 11,4 секунды на 3200 м.
На сегодняшний день лучшим русским рысаком является вороной жеребец Реприз (Флуоридэйт — Ноубл Виктори). Реприз является действующим всероссийским рекордистом на дистанции 1600 м для трёхлетних рысаков по зимней дорожке 2 минуты 4,9 секунды и рекордистом приза имени Центрального Московского ипподрома на ту же дистанцию — 2 минуты 0,3 секунды. Лучшая резвость Реприза на 1600 м — 1 минута 59,3 секунды, с которой он выиграл «Приз Элиты» 2006 года. По итогам 2006 года Реприз занимает вторую строчку рейтинга рысаков по количеству выигранных призовых денег, уступая в этом показателе только выдающемуся орловскому рысаку Лотосу.
Помимо испытаний в рысистых бегах русский рысак подходит также и для занятий любительской верховой езды, конных прогулок и катания детей. Используют русских рысаков и в драйвинге и в русских тройках. Многие русские рысаки используются как улучшатели местных упряжных пород.

## Современный русский рысак
Современные русские рысаки считаются самой многочисленной и распространённой породой лошадей в России, их разводят также на Украине, в Молдавии и некоторых других странах СНГ. В России русских рысаков разводят в следующих хозяйствах:
- Азинский конный завод
- Александровский конный завод
- Волжский конный завод
- Вологодский конный завод
- Еланский конный завод
- Злынский конный завод
- Лавинский конный завод
- Лавровский конный завод
- Локотской конный завод
- Московский конный завод
- Октябрьский конный завод
- Омский конный завод
- Перевозский конный завод
- Прилепский конный завод
- Рязанский конный завод
- Самарский конный завод
- Смоленский конный завод
- Уфимский конный завод
- Чесменский конный завод
- Чикский конный завод
- Чувашский конный завод
- АООТ «ТАЛВИС» Тамбовской области
- ОАО «Татнефть» НГДУ «Елховнефть»
- ОАО «Спутник» Оренбургской области
- ООО конезавод «СИН» Краснодарского края
- ООО «Троицкое» Орловской области
- ООО «Новотомниковский конный завод»
- ООО «Нива» Новотомниковской ПКЗ
- ЗАО Конный завод «Локотской»
- КФХ «Ветка» Саратовской области
- КФХ «Мустанг»
- ПКЗ «Казанский»
- РТ ПО «Татспиртпром»
- СПК «Руслан», Республика Мордовия
- ФГУ ГЗК «Московская» Московской области
- ФГУП «Дубровский»
- ФГУП ПКЗ имени В. И. Чапаева

Русских рысаков также разводят некоторые частные коневладельцы.
Русская рысиситая порода лошадей была зарегистрирована в Министерстве сельского хозяйства Российской Федерации в 2007 году в качестве породы российской селекции.

## Таблица рекордов
На 1 января 2011 года рысаки русской породы и американские рысаки, рождённые в России (так называемые призовые породы), имеют следующие рекорды, установленные на территории бывшего СССР или России:
| Дистанция | Возраст | Жеребец, год рождения                             | Рекорд   | Кобыла, год рождения                          | Рекорд |
| --------- | ------- | ------------------------------------------------- | -------- | --------------------------------------------- | ------ |
| 1600 м    | 2 года  | Сол Мейк* (Мейк Ит Хэппен — Сол Киевитшоф 2011)   | 2.01,4   | Айнека «Ч» (Нансачтинг — Алтимейт Чойс 2011)  | 2.02,3 |
|           | 3 года  | Распутин* (Нью энд Ноутабл — Руанда 2007)         | 1.58,4   | Айнека «Ч» (Нансачтинг — Алтимейт Чойс 2011)  | 1.58,8 |
|           | 4 года  | Донвар Лок (Нагло — Джахилл Хорнлайн)             | 1.56,7   | Премьера Лок(Репит Лав — Паэлия Лок 2020)     | 1.57,3 |
|           | старше  | Полигон (Павлин — Окраска 1978)                   | 1.56,9 р | Премьера Лок (Репит Лав — Паэлия Лок 2021)    | 1.55,4 |
| 2400 м    | 3 года  | Джек Пот (Пасс Ганновер — Джастин Ганновер 2012)  | 3.05,0   | Сорбонна (Бродвей Холл — Саусвинд Нова 2011)  | 3.07,1 |
|           | 4 года  | Донвар Лок (Нагло — Джахилл Хорнлайн) фр.         | 3.02,2   | Проказница Лок (Крамер Бой — Просторная 2011) | 3.03,3 |
|           | старше  | Форпост Лок (Прайм Проспект — Фэнтази Гар 2010)   | 3.00,1   | Сиеста (Спейсчип — Серенада, 2010)            | 3.05,2 |
| 3200 м    | 4 года  | Джек Пот (Пасс Ганновер — Джастин Ганновер, 2012) | 4.09,9   | Базинга Лок (Нот Дистурб — Роуз де Стар 2011) | 4.11,4 |
|           | старше  | Павлин (Напор — Прохлада 1968)                    | 4.06,1   | Мальта Лок (Лав Ю — Миссури, 2008)            | 4.10,7 |
| 4800 м    | старше  | Прайд Голд (Армбро Голд — Пелена 2004)            | 6.32,9   | Герань (Тиран — Героиня 1926)                 | 6.48,3 |

* Рысаки, являющиеся представителями американской (стандартбредной) породы, рождённые на территории Российской Федерации. Буквой «р» отмечены рекорды, установленные не в общем заезде, а в беге отдельно на время.